# Acrocercops ornata
Acrocercops ornata är en fjärilsart som först beskrevs av Walsingham 1897.  Acrocercops ornata ingår i släktet Acrocercops och familjen styltmalar.
Artens utbredningsområde är Grenada. Inga underarter finns listade i Catalogue of Life.